# كوينتون هوفر
كوينتون هوفر (بالإنجليزية: Quinton Hoover)‏ هو رسام توضيحي أمريكي، ولد في 16 مارس 1964 في فرويتا في الولايات المتحدة، وتوفي في 20 أبريل 2013 في أوكلاهوما سيتي في الولايات المتحدة.